# IRWIN Tools
IRWIN Tools é uma fabricante de ferramentas manuais e acessórios, com sede nos Estados Unidos. No Brasil, possui fábrica no município de Carlos Barbosa, RS. IRWIN é uma marca da Stanley Black & Decker.